# Phyllocolpa leucapsis
Phyllocolpa leucapsis – gatunek błonkówki z rodziny pilarzowatych.

## Zasięg występowania
Gatunek bardzo szeroko rozpowszechniony w Europie. Notowany w Austrii, Belgii, Czechach, Danii, Estonii, Finlandii, we Francji, w Hiszpanii, Holandii, Irlandii, Obwodzie królewieckim, na Łotwie, w  Niemczech, Norwegii, Polsce, Rumunii, na Słowacji, w Szwajcarii, Szwecji, na Ukrainie, Węgrzech, w Wielkiej Brytanii i we Włoszech.

## Budowa ciała
Gąsienice osiągają do 10 mm długości. Ubarwienie ciała początkowo żółtawe, z czasem niebieskawozielone do zielonkawego, z parą małych, czarnych przysadek oraz czerwonawobrązową głową.
Imago osiągają 3.5 - 5 mm długości. odwłok krótki, szeroki. Ubarwienie ciała zwykle czarne, nogi brązowawe z białym bądź żółtym rysunkiem.

## Biologia i ekologia
Gatunek pospolity,  związany wierzbami o szerokich liściach, w tym wierzbą uszatą, wierzbą szarą, wierzbą iwą i Salix atrocinerea.
W ciągu roku występują dwie generacje. Imago spotykane są od maja. Larwy pierwszej generacji spotyka się w czerwcu i lipcu - żerują one pojedynczo, w podłużnej, spłaszczonej kieszeni utworzonej z zawiniętego brzegu liścia, na jego spodniej stronie. Dorosłe gąsienice przepoczwarczają się w ziemi, w brązowym kokonie. Larwy drugiej generacji, żerujące pod koniec lata, zimują w kokonach.

## Znaczenie dla człowieka
W przypadku silnego zaatakowania roślin w zieleni ozdobnej, gąsienice mogą wpływać na obniżenie atrakcyjności ich wyglądu. Nie powodują one jednak upośledzenia jej rozwoju.